# 22631 Dillard
22631 Dillard è un asteroide della fascia principale. Scoperto nel 1998, presenta un'orbita caratterizzata da un semiasse maggiore pari a 2,3853675 UA e da un'eccentricità di 0,1008729, inclinata di 5,05606° rispetto all'eclittica.